# Galerie MBÚ ČSAV

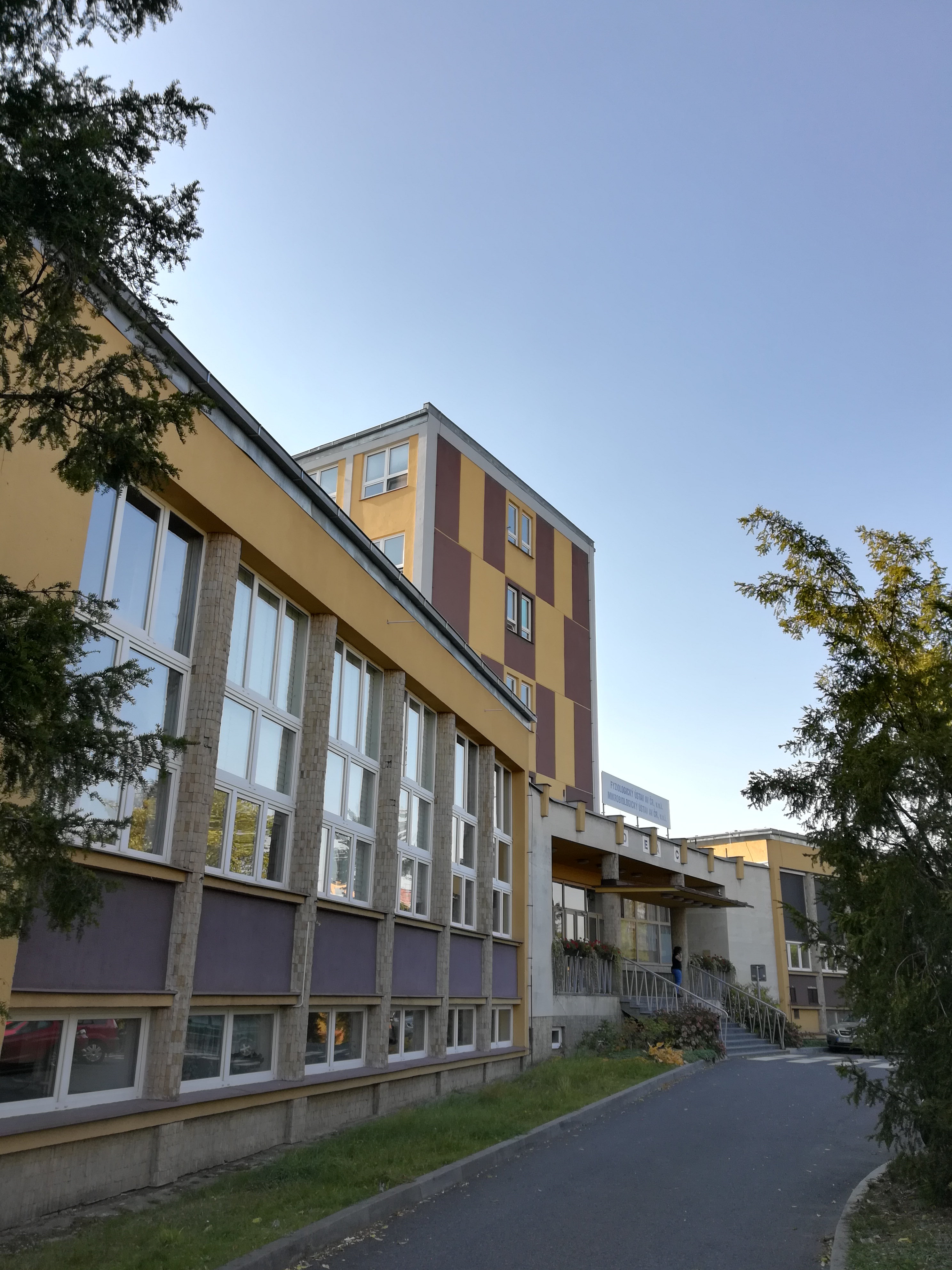
Mikrobiologický ústav AV ČR

Galerie MBÚ ČSAV vznikla v 60. letech ve spojovací chodbě biologických ústavů ČSAV (Mikrobiologický ústav, Fyziologický ústav, Ústav molekulární genetiky, Ústav nukleární biologie a radiochemie), Českobudějovická (Vídeňská) 1083, Praha 4. V době normalizace se zde uskutečnily některé významné výstavy. Galerie ukončila činnost 90. letech.    

## Historie
Tradice výstavní činnosti vznikla v 60. letech ještě v původním sídle Ústředního ústavu biologického v Dejvicích. Po přestěhování do Krče inicioval ředitel MBÚ Ivan Málek výstavy i v nové budově ústavu. Před počátkem normalizace se zde konaly výstavy výtvarníků, kteří nemohli vystavovat v galeriích kontrolovaných tehdejším Svazem československých výtvarných umělců (Lubomír Přibyl, 1962, Karel Trinkewitz, 1970). V 70. letech se v tomto prostoru konaly pouze výstavy silně ideologicky zaměřené a věnované Únoru 1948, VŘSR, vědě v Sovětském svazu, bezpečnosti práce, výročí SNP nebo května 1945, Mnichovské dohodě, měsíci československo-sovětského přátelství, apod. 
Roku 1978 se v Galerii MBÚ uskutečnila výstava mladých výtvarníků z generace pozdějšího Volného seskupení 12/15 s názvem Konfrontace. Po udání vedoucího zvláštního oddělení ústavu pana Pospěcha přijela výstavu šetřit komise funkcionářů SČVU a kulturní tajemník ÚV KSČ Miroslav Müller (přezdívaný "kat české kultury"). Výtvarníky, zamčené na vrátnici ústavu, přijel hájit a vysvobodit tehdejší ředitel Národní galerie Jiří Kotalík.
Koncem 70. a počátkem 80. let se program výstav opět věnoval politickým výročím a ideologickým tématům. Další uvolnění nastalo až ve druhé polovině 80. let, kdy zde vystavovala surrealistka Alena Nádvorníková, studenti AVU nebo Milan Dobeš. Tehdejší vědecký pracovník ÚMG J. Nosek zorganizoval výstavy děl německého malíře Siegfrieda Höffera (1985) a roku 1988 výstavu grafických listů Jiřího Sozanského (cykly Suterén, Job, Poutník). V rámci vernisáže byly promítány videozáznamy akcí (Evakuace, Dům č. 50, Pevnost Terezín).
Výstavy Galerie MBÚ zprvu organizoval právník J. Laufer a později laborant Miroslav Kostka, v 80. letech Eva Hallerová. Podle vědeckého tajemníka MBÚ dr. Jaroslava Spížka měl ústav při stavbě nové budovy povinnost nakupovat umělecká díla a proto spolu s J. Laufrem, Miroslavem Holubem a kunsthistoriky navštěvovali ateliéry výtvarníků a vybírali obrazy určené k výzdobě interiérů. Pro akademika Ivana Málka tak k jeho životnímu jubileu získali i jednu verzi Kleopatry Jana Zrzavého. Výstavy skončily poté, co se roku 1997 ztratily během výstavy dva obrazy.

## Výstavy (výběr)
- 1962 Lubomír Přibyl
- 1963 Leonard Rotter (kurátor František Dvořák)
- 1970 Karel Trinkewitz
- 1976 Zuzana Nováčková, Lubomír Dušek, Jan Otava, Jan Holoubek
- 1976 Výstava angažovaného umění k XV. sjezdu KSČ
- 1977 Výstava k 10. výročí úmrtí Che Guevary
- 1977 Vladimír Preclík: Výstava prací
- 1978/06/22 -1978/08/10 Konfrontace (kurátorka Marcela Pánková)
- 1980 110. výročí narození V. I. Lenina
- 1981 60. výročí založení KSČ
- 1985 Siegfried Höffer: Obrazy (kurátor J. Nosek)
- 1986 Miloš Michálek: Grafika
- 1986 Alena Nádvorníková: Kresba
- 1987 Studenti AVU: Výstava grafik a obrazů
- 1987 Alena Bílková, Michael Bílek: Grafika, sochy
- 1988 Milan Dobeš: obrazy
- 1988 Jiří Sozanský: grafické listy z cyklů Job, Suterén, poutník, videozáznamy akcí Evakuace, Dům č. 50, Pevnost Terezín (kurátoři J. Nosek, Olga Sozanská)